# Ewa (robot)
Ewa – polski zdalnie sterowany robot zbudowany przez Janusza Wojciechowskiego w 1960 r. 
Był to robot jeżdżący sterowany ręcznie, zdalnie lub za pomocą magnetofonu. Oprócz poruszania się we wszystkich kierunkach podawał rękę i mówił. Czterokołowe podwozie, zasilanie i układ sterowania ukryte były pod, sięgającą ziemi, suknią. Tułów, ręce i głowa pochodziły z lalki. 
Na pokazach bawiła się z psem elektronicznym Azor. 

## Dane
- wysokość: 75 cm
- masa: 5,2 kg
- sterowanie: ośmiokanałowa aparatura radiowa lub magnetofon
- zasilanie: bateria płaska i akumulator niklowo-kadmowy
- silnik napędowy mocy: 12 W
- czas pracy 
  - jazda: 15 minut
  - pozostałe czynności: 3 godz.